# Mormon Pioneer Cemetery
O Mormon Pioneer Cemetery está localizado em Florença, no norte da cidade de Omaha, Nebraska. O cemitério foi o local de enterro de centenas de mórmons colonos de Winter Quarters, uma solução temporária, que durou de 1846-1848, para priorizar a mudança dos assentados para Salt Lake City. A dedicação, a reforma e o reconhecimento do cemitério, em 1990, foi um marco histórico para a cidade de Omaha. 